# جنوب السهل العظيم
جنوب السهل العظيم هي إحدى مناطق المجر السبعة المحددة منذ عام 1966م، وتتكون من ثلاث مقاطعات هي: باتش-كيشكون، بكيش وتشونجراد.

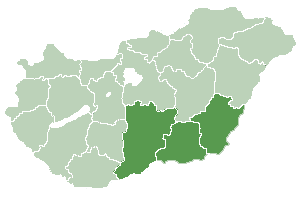
خريطة جنوب السهل العظيم